# Evelin Jahlová
Evelin Jahlová, rozená Schlaaková (* 28. března 1956) je bývalá východoněmecká atletka, jejíž specializací byl hod diskem.
Dvakrát zvítězila v hodu diskem na olympiádě – v Montrealu v roce 1976 a v Moskvě o čtyři roky později. Pokaždé vytvořila olympijský rekord. V roce 1978 zvítězila v hodu diskem na evropském šampionátu v Praze.
Dvakrát zlepšila světový rekord v hodu diskem – v roce 1978 hodila 70,72 m a v roce 1980 71,50 m.